# Tau2 Eridani
Angetenar eller Tau2 Eridani (τ2 Eridani, förkortat Tau2 Eri, τ2 Eri) som är stjärnans Bayerbeteckning, är en ensam stjärna belägen i den västra delen av stjärnbilden Eridanus. Den har en skenbar magnitud på 4,78, är synlig för blotta ögat där ljusföroreningar ej förekommer. Baserat på parallaxmätning inom Hipparcosuppdraget på ca 17,5 mas, beräknas den befinna sig på ett avstånd på ca 187 ljusår (ca 57 parsek) från solen.

## Nomenklatur
Tau2 Eridani har det traditionella namnet Angetenar, som kommer från den arabiska Al Ḥināyat al Nahr, "flodens krök", nära vilken den ligger. År 2016 anordnade Internationella Astronomiska Unionen en arbetsgrupp för stjärnnamn (WGSN) med uppgift att katalogisera och standardisera riktiga namn för stjärnor. WGSN fastställde namnet Angetenar för denna stjärna den 30 juni 2017 vilket nu ingår i listan över IAU-godkända stjärnnamn.

## Egenskaper
Tau2 Eridani är en orange till röd jättestjärna av spektralklass K0 III. Det är en röd klumpjätte på den horisontella delen av Hertzsprung-Russell-diagrammet, vilket anger att det nu genererar energi genom fusion av helium i dess kärna. Den har en massa som är ca 2,4 gånger större än solens massa, en radie som är ca 8 gånger större än solens och utsänder från dess fotosfär ca 43 gånger mera energi än solen vid en effektiv temperatur på ca 5 050 K. 